# Gjende
Gjende er en sø i Jotunheimen, i Vågå kommune i Innlandet fylke i Norge. Søen er lang og smal – i luftlinje 18 km lang og 1,5 km bred på det bredeste. Gjende har en karakteristisk smaragdgrøn farve på grund af de store mængder morænemateriale som føres med floden Muru ud i Gjende.
Floden Sjoa løber fra Gjende ved Gjendesheim, og ender i Gudbrandsdalslågen i Gudbrandsdalen.
Gjende ligger midt i Jotunheimen, og både nord og syd for søen ligger bjergtoppe på over 2000 m. Ved vestenden ligger Gjendebu, på nordsiden ligger Memurubu og ved østenden ligger Gjendesheim, alle tre turisthytter, der tilbyder overnatningsmuligheder i området. Om sommeren går der en bådrute mellem disse tre steder. Søen gav navn til den kendte rensdyrjæger Jo Gjende som boede ved Gjendeosen, og til Gjendine Slålien , som blev født på Gjendebu.
Navnet Gjende er Gudbrandsdalsdialekt, og er den officielle variant af navnet da søen ligger i Vågå kommune. På Vangsdialekt hedder søen Gjendin, som man også finder i Henrik Ibsens navn på bjergryggen Besseggen, nemlig Gjendineggen, eller Gendineggen efter datidens ortografi.